# Kelly O'Dell
Kelly O'Dell (Filadelfia, Pensilvania; 13 de agosto de 1973) es una actriz pornográfica estadounidense retirada.

## Biografía
Kelly O'Dell, nombre artístico de Kelly Mauz, nació y creció en la ciudad de Filadelfia (Pensilvania) en agosto de 1973. Asistió a una escuela católica. Cuando cumplió los 18 años comenzó una breve carrera como estríper. Una noche, bailando un estriptis en una despedida de soltero, fue descubierta por el entonces actor pornográfico Ken Starbuck, quien le ayudaría a O'Dell a ingresar en la industria pornográfica, buscándole un hueco en diversas revistas donde realizó sus primeras sesiones desnudas.
Debutó como actriz pornográfica en 1992, con 18 años, siendo su primera película Dirty Debutants 14. Kelly O'Dell llegaría a grabar muchas escenas de temática lésbica con la actriz Nikki Dial. Grabó películas para productoras como VCA Pictures, Leisure Time, Vivid, Odyssey, Elegant Angel, FM Concepts, Legend, New Machine, Bob's Video, Harmony Concepts o Evil Angel.
En 1993 fue nominada en los Premios AVN a Mejor actriz revelación.
En 1996 rodó su primera escena de sexo anal en Bottom Dweller 4 - The Final Voyage.
Se retiró de la industria en el año 2001 para centrarse en su sitio web y su carrera como bailarina. Rodó un total de 163 películas como actriz.
Algunas películas suyas fueron Alice in Bondageland, Bubble Butts 11, Christy in the Wild, Dominoes, Erotique, Face Sitter, Hunted Women, New Girl in Town 2, Raw Footage, Sex Drives, Taste of Torment o Warm Pink.

## Premios y nominaciones
| Año  | Ceremonia   | Resultado | Premio                  | Trabajo |
| ---- | ----------- | --------- | ----------------------- | ------- |
| 1993 | Premios AVN | Nominada  | Mejor actriz revelación | —       |